# Simon Zoltán (régész)
Simon Zoltán (Budapest, 1958.) régész, történész, több magyarországi vár és egyéb helyszín régészeti feltárásának vezetője.

## Tanulmányai
Érettségi bizonyítványt 1977-ben szerzett a budapesti Könyves Kálmán Gimnáziumban. 1981-től az ELTE magyar-történelem szak levelező tagozatos hallgatója volt, ahol 1985-ben diplomát szerzett. Tanulmányait később az ELTE régészet szakának nappali tagozatos hallgatójaként 1993-ban folytatta, majd 1998-ban régészi másoddiplomát szerzett.

## Szakmai tevékenysége
Történészi diplomájának megszerzése után 1978-ban a budapesti Országos Műemlékvédelmi Felügyelőségnél helyezkedett el műszaki rajzolóként. 1985-től topográfiai kutatóként folytatta a tevékenységét. 1993-ban az Állami Műemlékhelyreállítási és Restaurálási Központ, majd a Kulturális Örökségvédelmi Hivatal munkatársa lett.
1990 óta tagja a Castrum Bene Egyesületnek. A 2006-os alapítású Magyar Régész Szövetség, alapító tagja.
Régészeti munkája során az alábbi feltárások közreműködője volt: 
- Alsópetény, római katolikus templom, 1988–1990.
- Mátraszőlős, vár (1989)
- Tállya, Rákóczi-ház (1992–)
- Laskod, református templom (1993)
- Ragály református templom (1994–1995)
- Regéc, vár (1994, 1999, 2004, 2013-2014): állagvédelmi-helyreállítási munkák régészeti előkészítése[2][3][4][5]
- Abaújvár, református templom (1998)[6]
- Nyírbátor, szülőotthon (1999–)
- Füzér, vár (1992–): a kutatómunka mind az alsó- mind a felsővárra kiterjedt, célja a felújításhoz és az elpusztult részek rekonstrukciójához készülő engedélyezési tervek régészeti megalapozása[7][8][9][10][11]